# Libertador 4444
Libertador 4444 es un complejo edilicio que cuenta con dos semi-torres de 15 pisos y una torre central de 40 pisos, todas con fin residencial. Se encuentra en el barrio de Palermo, en Buenos Aires, Argentina.
Se destaca dentro de CABA, como una de las torres más emblemáticas y cotizadas fuera de Puerto Madero. Posee una superficie de 6500m² con un frente de 70m. La ubicación privilegiada del predio, justo frente al Hipódromo Argentino, hizo que se pensara en un proyecto abierto, permitiendo que todos los pisos tengan vistas panorámicas.

## Estacionamientos
Para los 68 pisos (40 en la torre central y 14 por cada uno de los laterales) se ha proyectado 191 cocheras, un lavadero de coches, sector para espera de chóferes, vestuarios y sanitarios.